# 新作 (川崎市)
新作（しんさく）は、神奈川県川崎市高津区の地名。現行行政地名は新作1丁目から新作6丁目。住居表示実施済区域。

## 地理
高津区の東端に位置し、東側は中原区との境界である。末長 、梶ケ谷、千年 、千年新町、中原区の上新城と隣接している。

### 地価
住宅地の地価は、2025年（令和7年）1月1日の公示地価によれば、新作3丁目26-22の地点で25万9000円/m²となっている。

## 歴史

### 沿革
- 1937年（昭和12年）6月1日 - 橘樹郡橘村が川崎市に編入し、川崎市新作となる。
- 1972年（昭和47年）4月1日 - 川崎市が政令指定都市に指定され、高津区が設置される。川崎市高津区新作となる。
- 1986年（昭和61年）11月3日 - 住居表示を実施に伴い、大字新作が廃止され、新作1丁目から新作6丁目が新設された[5][7]。

## 世帯数と人口
2025年（令和7年）6月30日現在（川崎市発表）の世帯数と人口は以下の通りである。
| 丁目      | 世帯数    | 人口     |
| --------- | --------- | -------- |
| 新作1丁目 | 665世帯   | 1,139人  |
| 新作2丁目 | 766世帯   | 1,786人  |
| 新作3丁目 | 1,354世帯 | 2,609人  |
| 新作4丁目 | 1,484世帯 | 2,800人  |
| 新作5丁目 | 1,817世帯 | 3,851人  |
| 新作6丁目 | 2,068世帯 | 4,067人  |
| 計        | 8,154世帯 | 16,252人 |

### 人口の変遷
国勢調査による人口の推移。
| 年                 | 人口   |
| ------------------ | ------ |
| 1995年（平成7年）  | 11,842 |
| 2000年（平成12年） | 12,903 |
| 2005年（平成17年） | 14,059 |
| 2010年（平成22年） | 15,068 |
| 2015年（平成27年） | 15,772 |
| 2020年（令和2年）  | 16,445 |

### 世帯数の変遷
国勢調査による世帯数の推移。
| 年                 | 世帯数 |
| ------------------ | ------ |
| 1995年（平成7年）  | 4,703  |
| 2000年（平成12年） | 5,425  |
| 2005年（平成17年） | 6,031  |
| 2010年（平成22年） | 6,842  |
| 2015年（平成27年） | 7,181  |
| 2020年（令和2年）  | 7,547  |

## 学区
市立小・中学校に通う場合、学区は以下の通りとなる（2024年3月時点）。
| 丁目      | 番・番地等                                                | 小学校             | 中学校           |
| --------- | --------------------------------------------------------- | ------------------ | ---------------- |
| 新作1丁目 | 全域                                                      | 川崎市立新作小学校 | 川崎市立橘中学校 |
| 新作2丁目 | 全域                                                      | 川崎市立新作小学校 | 川崎市立橘中学校 |
| 新作3丁目 | 1～3番 4番1～11・23号 13番 14番21号以降 22番 27番11～24号 | 川崎市立新作小学校 | 川崎市立橘中学校 |
| 新作3丁目 | 4番12～22号 14番1～20号 15～21番 23～27番1号              | 川崎市立末長小学校 | 川崎市立橘中学校 |
| 新作4丁目 | 全域                                                      | 川崎市立末長小学校 | 川崎市立橘中学校 |
| 新作5丁目 | 全域                                                      | 川崎市立末長小学校 | 川崎市立橘中学校 |
| 新作6丁目 | 全域                                                      | 川崎市立末長小学校 | 川崎市立橘中学校 |

## 事業所
2021年（令和3年）現在の経済センサス調査による事業所数と従業員数は以下の通りである。
| 丁目      | 事業所数  | 従業員数 |
| --------- | --------- | -------- |
| 新作1丁目 | 37事業所  | 537人    |
| 新作2丁目 | 18事業所  | 82人     |
| 新作3丁目 | 60事業所  | 467人    |
| 新作4丁目 | 73事業所  | 603人    |
| 新作5丁目 | 56事業所  | 424人    |
| 新作6丁目 | 49事業所  | 255人    |
| 計        | 293事業所 | 2,368人  |

### 事業者数の変遷
経済センサスによる事業所数の推移。
| 年                 | 事業者数 |
| ------------------ | -------- |
| 2016年（平成28年） | 269      |
| 2021年（令和3年）  | 293      |

### 従業員数の変遷
経済センサスによる従業員数の推移。
| 年                 | 従業員数 |
| ------------------ | -------- |
| 2016年（平成28年） | 2,086    |
| 2021年（令和3年）  | 2,368    |

## 交通

### 鉄道
末長との境界付近にJR南武線の線路があるが、当地域内に駅は存在しない。武蔵新城駅が徒歩圏内にある。

### 道路
- 第三京浜道路（国道466号線）京浜川崎ICが近接している。
- 神奈川県道14号鶴見溝ノ口線
- 市民プラザ通り
- 南武沿線道路

### 路線バス
- 溝21（川崎市交通局）溝口駅南口～有馬第二団地前[18]
- 溝22（東急バス）溝の口駅南口～蟹ヶ谷[19]
- 溝23（川崎市交通局）溝口駅南口・梶ヶ谷駅～井田営業所前
- 溝25（川崎市交通局）溝口駅南口～高田町・井田営業所前

## 施設
- 川崎市立新作小学校
- 新作やはた幼稚園
- アスク 武蔵新城保育園
- ベネッセ 武蔵新城保育園
- 東京工業大学梶が谷国際寮
- 川崎市民プラザ
- 橘リサイクルコミュニティセンター
- 新作会館
- 新作南公園
- 福田牧場
- 養福寺
- 子育て地蔵
- 薬師院
- 新作八幡宮
- 世界平和統一家庭連合 孝成家庭教会

## その他

### 日本郵便
- 郵便番号 : 213-0014[3]（集配局 : 高津郵便局[20]）

### 警察
町内の警察の管轄区域は以下の通りである。
| 町丁      | 番・番地等 | 警察署     | 交番・駐在所 |
| --------- | ---------- | ---------- | ------------ |
| 新作1丁目 | 全域       | 高津警察署 | 末長交番     |
| 新作2丁目 | 全域       | 高津警察署 | 末長交番     |
| 新作3丁目 | 全域       | 高津警察署 | 末長交番     |
| 新作4丁目 | 全域       | 高津警察署 | 末長交番     |
| 新作5丁目 | 全域       | 高津警察署 | 末長交番     |
| 新作6丁目 | 全域       | 高津警察署 | 末長交番     |

## 関連文献
- 「新作村」『新編武蔵風土記稿』 巻ノ64橘樹郡ノ7、内務省地理局、1884年6月。NDLJP:763984/17。